# Hugó Sónyi
Hugó Sónyi, madžarski general, * 1883, † 1958.